# Ostryńscy
Ostryńscy – zapoczątkowany przez Aziubeka sułtana ród Tatarów, wpływowych carewiczów w Wielkim Księstwie Litewskim. W 1514 Aziubek sułtan dostał dobra od Zygmunta I Starego pod Ostryną koło Lidy. Za służbę dla Wielkiego Księcia Litewskiego Tatarzy ostryńscy otrzymali dobra ziemskie w województwach mińskim i trockim. W XVII w. ród przestał być wzmiankowany w dokumentach.